# 온양한올중학교
온양한올중학교(溫陽한올中學校)는 대한민국 충청남도 아산시 권곡동에 있는 사립 중학교이다.

## 학교 연혁
- 1954년 : 새한학원 설립
- 1955년 : 성화학원 설립
- 1956년 2월 28일 : 삼화중학교 설립(6학급 인가)
- 1970년 11월 19일 : 새한학원설립 기본재산 기반으로 성화학원 경영인수 및 박우승 설립자 이사장 취임
- 1971년 1월 : 권장학교 인가(2학급)
- 1971년 12월 30일 : 삼화여자중학교 인가(9학급)
- 1973년 5월 11일 : 이성규 교장 취임
- 2001년 3월 1일 : 온양한올중학교로 교명 변경
- 2005년 1월 19일 : 온양한올중학교 24학급 인가
- 2022년 7월 1일 : 장석원 이사장 취임
- 2023년 1월 5일 : 제65회 졸업식 244명(졸업생 누계 14,107명)
- 2023년 3월 1일 : 박성병 교장 취임
- 2023년 3월 2일 : 2023학년도 입학식(240명)

## 참고 자료
- 온양한올중학교 - 한국교육학술정보원 학교알리미